# Marguerite Courtot
Marguerite Gabrielle Courtot (20 de agosto de 1897 — 28 de maio de 1986) foi uma atriz de cinema estadunidense que atuou na época do cinema mudo.

## Biografia
Courtot nasceu em Summit, Nova Jérsei, de ascendência francesa; o pai, Gustave Courtot, nascera na França em 1870, e sua mãe, Charlotte Kramer, nascera na Suíça em 1860.
Marguerite foi mandada à Europa para estudar em um convento e, quando voltou, iniciou carreira de modelo fotográfico ainda na infância, posando em 1911 para os fotógrafos Davis & Sanford, da Fifth Avenue. Entrou para a Kalem Company, por intermédio de um amigo da família, aos 14 anos.
Em 1922, ao trabalhar em Down to the Sea in Ships, contracenou com Raymond McKee, iniciando com ele um relacionamento. Eles se casaram em 23 de abril de 1923, e após mais dois filmes, ela retirou-se da indústria do cinema para dedicar-se à família. Tiveram um filho, Raymond Courtot McKee, em 1927. Seu casamento durou mais de sessenta anos; o marido morreu em 1984 e ela morreu dois anos mais tarde, em Long Beach, Califórnia. Eles estão enterrados juntos no Riverside National Cemetery, em Riverside, na Califórnia.

## Carreira

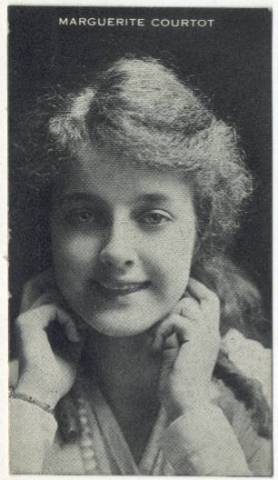
"Card" de Marguerite Courtot

Ao entrar na Kalem Company, atuou em The Riddle of the Tin Soldier, em 1913, ao lado das estrelas Alice Joyce e Harry F. Millarde, que estavam então estreando no cinema.
Até 1916, Courtot fez trinta e sete filmes para a Kalem Company, entre eles o conhecido seriado The Ventures of Marguerite, em dezesseis episódios. Após a fusão da Kalem Company com a Vitagraph Studios, Courtot estrelou na produção da Gaumont Pictures The Dead Alive, dirigida por Henri J. Vernot.
Após vários filmes para a Famous Players Film Company, de Jesse L. Lasky, e algumas produções independentes, Marguerite Courtot passou o ano de 1918 em visita ao país, para promover o esforço da América na Primeira Guerra Mundial. Quando a guerra acabou, ela voltou a atuar, entrando para a Pathé. Em 1919, foi protagonista em um novo seriado, Bound and Gagged, em 10 capítulos, produzido por George B. Seitz e distribuído pela Pathé. Embora ela tenha tido vários papéis de protagonista, também trabalhou em personagens secundárias proeminentes, tais como nos seriados de 1921 The Sky Ranger, estrelado por June Caprice e The Yellow Arm, estrelado por Juanita Hansen. 
Em 1922, Down to the Sea in Ships se tornou seu mais importante longa-metragem, e Marguerite Courtot começou um relacionamento com o ator Raymond McKee, seu parceiro no filme, com quem casaria um ano depois. Após o casamento fez mais dois filmes, o último deles Men, Women and Money, em 1924, e abandonou a carreira cinematográfica, para cuidar da vida familiar, ficando casada com McKee por sessenta anos, até a morte dele, em 1984. Ela morreria dois anos depois dele, em 1986. 

## Filmografia seleta

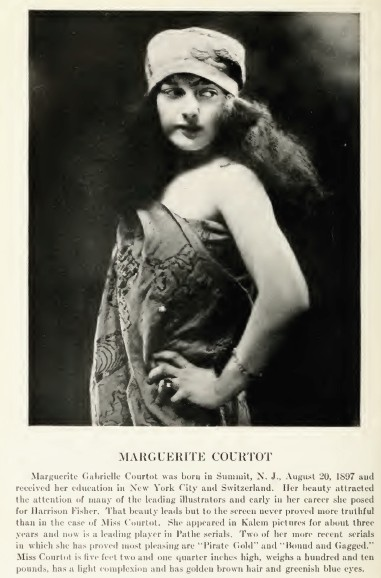
Marguerite Courtot em Who's Who on the Screen, publicado por Ross Publishing Co., 1920

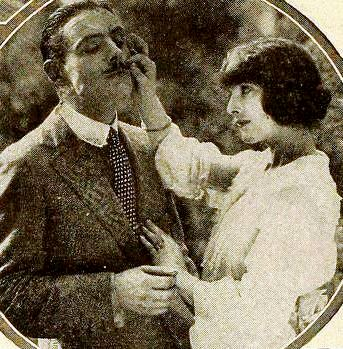
Courtot e David Powell em The Teeth of the Tiger (1919)

- The Riddle of the Tin Soldier (1913)
- The Octoroon (1913)
- The Ventures of Marguerite (1915) (seriado)
- The Dead Alive (1916)
- The Kiss (1916)
- Rolling Stones (1916)
- Crime and Punishment (1917)
- Bound and Gagged (1919) (seriado)
- The Perfect Lover (1919)
- The Teeth of the Tiger (1919)
- Velvet Fingers (seriado, 1920)
- Pirate Gold (seriado, 1920)
- The Yellow Arm (1921)
- The Sky Ranger (1921)
- Silas Marner (1922)
- Down to the Sea in Ships[5] (1922)
- Beyond the Rainbow (1922)
- Jacqueline, or Blazing Barriers (1923)